# رومادانوفکا
رومادانوفکا (انگلیسی: Romadanovka) یک شهرک در شهرستان ایشیمبایسکی استان باشقیرستان کشور روسیه است.